# Devil May Cry 2
Devil May Cry 2 – gra akcji, stworzona i wydana w 2003 przez Capcom na platformę PlayStation 2. Jest to druga część serii.